# František Brabenec
František Brabenec (* 15. srpna 1928) byl český a československý politik Komunistické strany Československa a poslanec Sněmovny lidu Federálního shromáždění za normalizace.

## Biografie
K roku 1981 se profesně uvádí jako tajemník Ústřední rady odborů.
Po volbách roku 1981 zasedl do Sněmovny lidu (volební obvod č. 67 - Teplice-západ, Severočeský kraj). Mandát obhájil ve volbách roku 1986 (obvod Teplice-východ). Ve Federálním shromáždění setrval do ledna 1990, kdy rezignoval na svůj post v rámci procesu kooptací do Federálního shromáždění po sametové revoluci.